# Du riechst so gut
Du riechst so gut è un singolo del gruppo musicale tedesco Rammstein, pubblicato il 24 agosto 1995 come primo estratto dal primo album in studio Herzeleid.

## Descrizione
Il brano si ispira al libro Il profumo dello scrittore tedesco Patrick Süskind.
Il 17 aprile 1998 è stata pubblicata una nuova versione del singolo, denominata Du riechst so gut '98, che differisce per l'introduzione.

## Video musicale
Il videoclip rimanda alla copertina dell'album da cui è tratta, con il gruppo che posa davanti alla telecamera a torso nudo, intervallati da immagini di fiori e di un dobermann, il tutto su sfondo bianco. Tali scelte stilistiche contribuirono a creare le prime polemiche sulle presunte simpatie naziste del gruppo.
La versione del 1998 mostra invece tutti i componenti della band che interpretano un sinistro individuo, affine al protagonista del libro di Süskind, che insegue una ragazza dapprima per un bosco ed in seguito in un castello dove è in corso un ballo in maschera. Alla fine lei gli si concede, ma prima che possano consumare un rapporto sessuale, dal corpo dell'uomo escono dei lupi che azzannano la ragazza fino a farla svenire. Il video termina con l'irruzione nella camera da letto dei vari partecipanti alla festa, che dopo aver soccorso la giovane osservano i lupi prendere le sembianze dei componenti della band e sparire nella fitta boscaglia. L'ultima scena mostra la ragazza che riprende conoscenza e che ha gli occhi color rosso sangue.

## Tracce
Testi e musiche dei Rammstein
Edizione del 1995
1. Du riechst so gut (Single Version) – 4:50
2. Wollt ihr das Bett in Flammen sehen? (Album Version) – 5:19
3. Du riechst so gut (Scal Remix) – 4:45

Riedizione del 1998
1. Du riechst so gut '98 – 4:24
2. Du riechst so gut (RMX by Faith No More) – 1:58
3. Du riechst so gut (RMX by Günter Schulz-KMFDM & Hiwatt Marshall) – 4:07
4. Du riechst so gut (RMX by Sascha Konietzko-KMFDM) – 4:47
5. Du riechst so gut (RMX by Olav Bruhn-Bobo In White Wooden Houses) – 4:45
6. Du riechst so gut (RMX by Sascha Moser-Bobo In White Wooden Houses) – 3:53
7. Du riechst so gut (RMX by Jacob Hellner/Marc Stagg) – 4:34
8. Du riechst so gut ('Migräne'-RMX by Günter Schulz-KMFDM) – 5:18
9. Du riechst so gut '95 (Originalvideo) – 4:03

## Formazione
- Till Lindemann – voce
- Richard Kruspe – chitarra, voce aggiuntiva
- Paul Landers – chitarra
- Oliver Riedel – basso
- Christian "Doctor Flake" Lorenz – tastiera
- Christoph Doom Schneider – batteria

## Classifiche
| Classifica (1998) | Posizione massima |
| ----------------- | ----------------- |
| Germania          | 16                |